# 25084 Jutzi
25084 Jutzi è un asteroide della fascia principale. Scoperto nel 1998, presenta un'orbita caratterizzata da un semiasse maggiore pari a 2,5634085 UA e da un'eccentricità di 0,1107921, inclinata di 13,99831° rispetto all'eclittica.